# Carlos Queiroz
Carlos Manuel Brito Leal Queiroz, GCIH (nascut l'1 de març de 1953, a Nampula, Àfrica Oriental Portuguesa, actualment Moçambic), és un entrenador portuguès de futbol.

## Trajectòria
Va ser responsable tècnic de la selecció portuguesa i del Sporting de Lisboa, a més de dirigir altres equips i seleccions de menor entitat. És membre del departament tècnic de la FIFA des de 1990.
En 1989 va estar a càrrec de les seleccions juvenils sub-16 i sub-20 de Portugal. En ambdues categories va esdevenir l'etapa d'or del futbol portuguès, ja que es van quedar en el 3r lloc amb la sub-16 i 1r amb la sub-20 en els Campionats del Món de Futbol. Queiroz va ser ratificat en el seu lloc i l'any 1991 va guanyar la Copa Mundial de Futbol Juvenil de 1991 amb la selecció sub-20, dirigint a gadores com Luis Figo, Fernando Couto, Joao Pinto i Rui Costa. Queiroz havia estat l'entrenador dels únics assoliments de la selecció lusitana a nivell FIFA i va ser ascendit per dirigir a la Selecció absoluta de Portugal en el mateix any de 1991. Queiroz no va aconseguir classificar a l'equip per al Mundial de 1994 i va ser acomiadat del seu càrrec i després de quatre anys, va fitxar pel Sporting de Lisboa.
Entre 1994 i 1999 Queiroz va dirigir a diversos equips i seleccions sense pena ni glòria, però va obtenir el mèrit de classificar a la Selecció de futbol de Sud-àfrica per al Mundial de 2002, on va caure en la primera fase. A partir de llavors es van creuar els camins de Carlos Queiroz i el representant portuguès Jorge Mendes, qui va aconseguir que el Manchester United FC confiés en Queiroz com a segon tècnic d'Alex Ferguson, amb el qual va aconseguir proclamar-se campió de la Premier League, finalista de la Copa de la Lliga i va arribar fins a vuitens de Lliga de Campions, on van ser eliminats pel Reial Madrid. Davant la reeixida temporada de l'equip, Jorge Mendes va negociar la seva sortida del club i el va portar fins al Reial Madrid en la temporada 2003-2004 com a substitut de Vicente del Bosque. Florentino Pérez va buscar amb ell un canvi de cicle que se suposa no era capaç d'aportar Del Bosque, qui en la seva última campanya va aconseguir guanyar tres títols. Malgrat aconseguir bons resultats en la primera meitat de la temporada, finalment només va aconseguir el títol de la Supercopa d'Espanya; mentre que en la Champions League va quedar eliminat en quarts de final per l'AS Monaco, va perdre la final de la Copa del Rei enfront del Saragossa i en Lliga va acabar en quarta posició després d'encadenar cinc derrotes consecutives en els últims cinc partits, la qual cosa suposa fins avui un rècord negatiu històric en el club. En concloure la campanya, Queiroz va ser destituït. En la seva etapa en el Reial Madrid, es va caracteritzar per no fer canvis.
Després de deixar la banqueta blanca, va tornar al Manchester United FC per exercir de nou la funció d'ajudant de Ferguson.
El juliol de 2008, Queiroz va ser anunciat com a nou seleccionador absolut de Portugal Va aconseguir classificar al conjunt portuguès per al Mundial de Sud-àfrica 2010. Allí va tenir l'oportunitat de defensar el quart lloc aconseguit en el Mundial anterior a Alemanya, aquesta vegada de la mà de jugadors de la talla de Cristiano Ronaldo, Nani, Simão Saborosa i Ricardo Carvalho. Però va veure finalitzat el seu somni després de trobar la derrota per 1-0 contra Espanya en vuitens de final, i va ser destituït poc després de l'eliminació.
A l'abril de 2011, accepta ser entrenador de Selecció de futbol de l'Iran, aconseguint portar al combinat persa al Mundial de 2014. Malgrat que havia anunciat que deixaria selecció iraniana en concloure el torneig, on no va poder passar de la fase de grups, posteriorment acabaria renovant el seu contracte per quatre anys més. Al març de 2015, després de l'eliminació en quarts de final de la Copa Àsia i mantenint diferències amb la Federació, abandona la banqueta persa.
El 8 de setembre de 2021, Carlos Queiroz va ser nomenat entrenador d'Egipte. El setembre de 2022 va començar a entrenar l'Iran.
El febrer de 2023 s'incorporà com entrenador de la selecció de Qatar fins al desembre següent.
El 19 de setembre del 2024 va ser nomenat doctor Honoris Causa per la Universidade Lusófona.